# Comuna Hmilnîțea, Cernihiv
Hmilnîțea (în ucraineană Хмільниця) este o comună în raionul Cernihiv, regiunea Cernihiv, Ucraina, formată din satele Hmilnîțea (reședința), Reabți, Rivnopillea și Rîjîkî.

## Demografie
Componența lingvistică a comunei Hmilnîțea
     Ucraineană (93,91%)
     Rusă (5,65%)
     Alte limbi (0,44%)
Conform recensământului din 2001, majoritatea populației comunei Hmilnîțea era vorbitoare de ucraineană (93,91%), existând în minoritate și vorbitori de rusă (5,65%).